# داونز ۲۴۰۲۷
سیارک ۲۴۰۲۷ (به انگلیسی: 24027 Downs، نامگذاری:1999RP176) بیست و چهار هزار و بیست و هفتمین سیارک کشف شده‌است که در ۹ سپتامبر ۱۹۹۹ کشف شد.
قدر مطلق سیارک برابر ۱۱.۲ است.